# 小行星9151
小行星9151（英語：9151）是一颗围绕太阳公转的小行星。1979年6月25日，埃莉諾·赫琳、舒爾特·巴斯在赛丁泉山发现了此天体。
这颗小行星的绝对星等为288.30724等。